# Teogonia
Teogonia (gr. θεογονία theogonia) – część teologii lub mitologii zajmująca się kwestią pochodzenia bogów i herosów. Jest to najczęściej pieśń przedstawiająca narodziny bogów. Religioznawstwo współczesne traktuje kwestie teogonii symbolicznie, uznając opisywane przez nią zdarzenia jako wyraz wielu funkcji sfery sacrum. Przykładem teogoni jest Teogonia Hezjoda, opisująca powstanie i losy bogów greckiego panteonu, a także teogonie indyjskie zawarte w Puranach.